# Dziwnów (gmina 1947–1954)
Dziwnów – gmina wiejska z siedzibą władz w Dziwnowie istniejąca w latach 1945–1954; w woj. szczecińskim. 
Gmina Dziwnów powstała w czerwcu 1945 na terenie tzw. Ziem Odzyskanych (tzw. III okręg administracyjny – Pomorze Zachodnie), jako jedna z 12 gmin zbiorowych, na które podzielono powiat kamieński. 28 czerwca 1946 gmina weszła w skład nowo utworzonego woj. szczecińskiego. Jednakże, Rocznik Statystyczny (stan na 1 kwietnia 1947) wylicza Dziwnów (liczący zaledwie 136 mieszkańców) jako jedno z 74 miast woj. szczecińskiego. Według Rocznika Statystycznego z 1948 roku liczba miast woj. szczecińskiego wynosi już 73, co było przesłanką do zniesienia statusu miejskiego Dziwnowa i przekształceniu w jednoosadową gminę wiejską.
1 lipca 1952 gmina nie była podzielona na gromady i składała się z samego Dziwnowa. Gminy wiejskie w granicach jednej miejscowości były zjawiskiem rzadkim. Gmina została zniesiona 29 września 1954 wraz z reformą wprowadzającą gromady w miejsce gmin. W latach 1958–72 Dziwnów był osiedlem.
1 stycznia 1973 w tymże powiecie i województwie utworzono wiejską gminę Dziwnów (w 2004 przekształconą w gminę miejsko-wiejską), obejmującą Dziwnów oraz sąsiednie miejscowości.